# Doctor Screw
Doctor Screw er en britisk porno tv-serie, vist på The Adult Channel i 2006. Serien er kendt for at være en parodi på den populære britiske science fiction tv-serie, Doctor Who. Serien er også kendt for sine humoristiske og platte episoder.
Tv-serien er udgivet på DVD.

## Handling
En alien ved navn Dr. Screw ankommer på jorden i sit rumskib. Hans mission er at redde planeten fra The Mistress, men han er nødt til at forklæde sig på jorden og tager skikkelse som en rockstjerne, og hans rumskib forvandles til et flyvende lokum. Igennem 13 episoder knalder Dr. Screw og hans assistent Holly sig så ellers gennem universet, og tiden.

## Medvirkende
- Mark Sloan som Dr. Screw
- Elle Brook som Holly
- Lena Frank/Franki(e) som The Mistress
- Savannah Gold (Nathalie Heck) som Medieval Princess
- Aaliyah som Holly's Mum
- Rio Mariah som Cave woman
- Ian Tate som Sikkerhedsvagt
- Suzie Best som Alien
- Angel Long som Wrestler

## Afsnit
1. Holly
2. Medieval Muff
3. Holly's Mum
4. Stoneage Shagging
5. Nazi Interrogation
6. Future Massage
7. Stuck in a Black Hole
8. Blow Up Invasion
9. Out of Juice
10. Wrestling for Holly
11. Holiday in Egypt